# Escuela secundaria R. L. Paschal
R. L. Paschal High School es una escuela secundaria en Fort Worth, Texas, Estados Unidos. Es parte del Distrito Escolar Independiente de Fort Worth y la escuela secundaria más antigua y más grande de Fort Worth.
La escuela ocupa el puesto 322 en Texas y 3892 en los Estados Unidos por la mejor calidad de educación (en 2022) según el US News & World Report.
Estas escuelas primarias proveen a Paschal: Alice Carlson, George C. Clarke, Lily B. Clayton, Contreras, Daggett, De Zavala, South Hills, Tanglewood, Westcliff y Worth Heights. Y las escuelas intermedias que proveen a Paschal son: Daggett Montessori, Daggett, McLean, McLean 6th Grade, Rosemont y Rosemont 6th Grade.

## Historia
La escuela es descendiente de la primera escuela secundaria de la ciudad, Fort Worth High School, que abrió sus puertas en 1882. Fort Worth High School estaba ubicada originalmente en 200 Jennings. Robert Lee Paschal, un abogado de Carolina del Norte, se convirtió en director en 1906. Conocida brevemente como Central High School, se mudó a su ubicación actual en Forest Park Boulevard en 1955. Cuando el director Paschal se jubiló en 1935, la escuela cambió su nombre en su honor a RL Paschal High School.
En 2006, la escuela ganó el campeonato estatal de golf para niños.
En 2019, algunos residentes del área de Rosemont, en la parte dividida en zonas de Paschal, protestaron cuando descubrieron que el Distrito Escolar local planeaba rezonificarlos hacia la South Hills High School.

## Artes escénicas
Pascal tiene un espectáculo coral competitivo, "Vox".

## Exalumnos notables
- Audrey Anderson - actriz
- Norman Alden - actor
- Charlie Applewhite - cantante y locutor de radio
- Nandini Balial - ex maestra en el Distrito Escolar Independiente de Fort Worth, escritora
- Nancy Lee Bass - "Primera dama de Fort Worth", filántropa
- Alan Bean - astronauta, caminó sobre la Luna durante la misión del Apolo 12[7]
- Jim Bronstad - lanzador de la MLB
- T-Bone Burnett - músico
- Lila Cockrell - primera mujer alcaldesa de una importante metrópoli en los Estados Unidos
- Betsy Colquitt - profesora de inglés y poeta
- Donald Curry - boxeador profesional
- Tim Curry - exfiscal del condado de Tarrant
- Price Daniel - Gobernador de Texas 1957-63 y Senador de los EE. UU.
- Aaron Dismuke - actor de voz de Funimation
- Germán Durán - jugador de la MLB
- John Howard Griffin - escritor de Negro como yo
- Gayle Hunnicutt - actriz
- Dan Jenkins - escritor deportivo
- Patti Karr - actriz de Broadway
- Joe Don Looney - jugador de fútbol
- Hoby Milner - lanzador y jugador de la MLB
- Jeff Newman - jugador y gerente de la MLB
- Charlie Mary Noble - astrónomo y profesor
- Bill Owens - 1999-2007 Gobernador de Colorado
- Dan Hewitt Owens - actor
- Cabo Charles F. Pendleton - Ejército de EE. UU. Ganador de la Medalla de Honor
- John Peterson - golfista de la PGA
- Richard Rainwater - inversor multimillonario[8]
- Ginger Rogers - actriz
- Frank Ryan - mariscal de campo de la NFL
- Edward Dickson Reeder - artista
- Taylor Sheridan - actor, guionista y director
- Bud Shrake - periodista deportivo, autor y guionista
- Marcel Spears - actor en The Neighborhood
- Kathy Suder - artista
- Liz Smith - columnista de chismes y autora
- Charles D. Tandy - fundador de Tandy Corporation (ahora Radio Shack)
- Karen T. Taylor - retratista y forense
- Morton H. Meyerson - presidente de Electronic Data Systems, CTO General Motors
- Tommy Thompson - jugador de la NFL
- Bror Bror pronunciar - artista
- Von Wafer - jugador de baloncesto
- Kaylon Geiger - jugador de la NFL